# Mistrovství Evropy v plaveckých sportech 1970
Mistrovství Evropy v plaveckých sportech za rok 1970 proběhlo v Barceloně, Španělsko ve dnech 4. až 13. září 1970.
Soutěže
- Plavání
- Skoky do vody
- Vodní pólo